# Willie Person Mangum
Willie Person Mangum (10 mai 1792-7 septembre 1861) est un sénateur américain de l'État de Caroline du Nord entre 1831 et 1836 et entre 1840 et 1853. Il est l’un des fondateurs du parti Whig, et est candidat à la présidence des États-Unis en 1836 dans le cadre de la stratégie infructueuse du parti Whig visant à vaincre Martin Van Buren en multipliant les candidatures locales dans différentes régions du pays. Il est, à ce jour, le seul candidat carolinien du Nord d'un grand parti à concourir à la présidence.
Plus particulièrement, Mangum sert en tant que président pro tempore du Sénat au moment de la présidence Tyler, entre 1842 et 1845, un poste alors deuxième dans la ligne de succession présidentielle. Si Tyler - qui a lui-même succédé à la charge de président et donc dépourvu d’un vice-président à l’époque - n’avait pas échappé de justesse à la mort dans la catastrophe de l'USS Princeton de 1844 (explosion accidentelle tuant deux membres du cabinet de Tyler), Mangum lui aurait succédé en tant que président. 

## Éducation
Mangum est né dans le comté de Durham, en Caroline du Nord (qui fait alors partie du comté d'Orange), dans une famille de planteurs. Il est le fils de Catherine (Davis) et William Person Mangum. Dans sa jeunesse, il fréquente l’école privée respectée de Raleigh dirigée par John Chavis, un noir libre. Les deux hommes restent amis pendant des années et échangent une longue correspondance. Il est diplômé de l'université de Caroline du Nord en 1815.

## Carrière
Mangum commence une pratique du droit avant d'entrer en politique. Il est élu à la Chambre des représentants des États-Unis de 1823 à 1826. Après un intermède en tant que juge, il est élu par l'assemblée législative en tant que démocrate au Sénat de Caroline du Nord en 1830.
L'adhésion de Mangum au Parti démocrate fut bref. Il s’oppose au président Andrew Jackson sur la plupart des grandes questions du moment, notamment le tarif de protection, la nullification, et la Banque des États-Unis. En 1834, Mangum adhère au parti Whig et, deux ans plus tard, démissionne de son siège au Sénat.
En raison d'un manque de cohésion le nouveau Parti Whig présente quatre candidats à la présidence de 1836 : Daniel Webster dans le Massachusetts, William Henry Harrison dans la plupart des États du Nord et de la Frontière, Hugh White dans le Sud moyen et inférieur, et Mangum en Caroline du Sud. Certains whigs optimistes espéraient que la dispersion des voix entre plusieurs candidats entrainerait une absence de majorité populaire et donc le transfert de l'élection à la Chambre des représentants, comme cela s'est passé en 1824. Les représentants whig pourraient alors se regrouper autour d'un seul candidat. Ce pari ne s'est pas concrétisé et le candidat démocrate Martin Van Buren remporte l'élection avec une majorité absolue des voix. L’assemblée législative de Caroline du Sud (qui choisit ses électeurs jusqu’en 1865) donne à Mangum ses 11 voix.
Mangum sert deux autres mandats au Sénat, où il est un allié important de Henry Clay. En 1842, il succède à Samuel L. Southard à la présidence du Sénat où il devient le successeur potentiel du président John Tyler, et le reste jusqu'à la prestation de serment de George M. Dallas le 4 mars 1845. En 1852, il refuse d'être candidat à la vice-présidence sur le ticket national whig, laissant la place à son compatriote William Alexander Graham, carolinien du Nord.
Réalisant qu'il a peu de chances d'être réélu alors que le parti Whig est en déclin après les élections de 1852, Mangum prend sa retraite en 1853 à la fin de son second mandat. En 1856, comme beaucoup d’anciens Whigs, il rejoint le parti nativiste Know Nothing, mais un accident vasculaire cérébral peu de temps après met fin à sa carrière politique.
Mangum meurt le 7 septembre 1861.

## Source
- (en) Cet article est partiellement ou en totalité issu de l’article de Wikipédia en anglais intitulé « Willie Person Mangum » (voir la liste des auteurs).